# Толстая, Наталия Владимировна
Наталия Владимировна Толстая (род. 5 июня 1969 года) — российский искусствовед, генеральный директор Дальневосточного художественного музея, директор НИИ теории и истории изобразительных искусств (2016—2023), член-корреспондент Российской академии художеств (2017).

## Биография
Родилась 5 июня 1969 года.
В 1991 году — окончила МГУ по специальности искусствоведение.
В 1991—2012 — сотрудник Государственной Третьяковской галереи
В 2016—2023 годах — директор Научно-исследовательского института теории и истории изобразительных искусства РАХ.
С 2016 года — член Московского Союза художников.
В 2017 году — избрана членом-корреспондентом Российской академии художеств от Отделения искусствознания.
С 2023 года — директор Дальневосточного художественного музея.

### Государственная и общественная деятельность
- заведующая отделом мультимедиа и интернет-проектов (с 2004 г.), ученый секретарь (2007—2012 гг.) Государственной Третьяковской галереи;
- директор программ Благотворительного фонда В. Потанина; руководитель программы «Первая публикация», программы поддержки сотрудников Государственного Эрмитажа, проекта «Музейный гид» (2012—2013 гг.);
- начальник консультационно-аналитического отдела ГБУК «Московский центр музейного развития» (2014—2016 гг.);
- президент НП АДИТ (с 2011 по 2022 г.);
- член Президиума ICOM России (2013-2019; 2022-2025 г.);
- член бюро международного бюро комитета ИКОМ — AVICOM (с 2014 г.);
- член экспертного совета Российского фонда культуры (2014—2015 гг.);
- член жюри Конкурса Грантовой поддержки музейных инициатив и выставочных проектов Некоммерческой организации Благотворительного фонда «Российский еврейский конгресс» (2019 г.)

### Семья
Представитель XXIV поколения тверской ветви рода Толстых.
- отец — Владимир Павлович Толстой (1923—2016) — советский и российский искусствовед, общественный деятель, основоположник изучения советского монументального искусства, академик РАХ (2007)
- мать — Юдина Нина Тимофеевна (1929—2019) — филолог-латинист
- сестра — Толстая Татьяна Владимировна (род. 1946) — старший научный сотрудник музеев Московского Кремля
- брат — Андрей Владимирович Толстой (1956—2016) — российский искусствовед и педагог, директор НИИ теории и истории изобразительных искусств (2013—2016), академик РАХ.

## Творческая деятельность
Автор разделов по русскому искусству XVIII-первой половины XIX вв. для детской энциклопедии (Москва, издательство «Аванта+», 1999 г.), автор двенадцати статей о музеях в книге «Шедевры русского искусства. Золотая карта России» (Москва, 2006 г.), автор книги «От авангарда до постмодернизма» (Государственная Третьяковская галерея, 2001—2003 гг.), автор статей в журналах «Русское искусство» и «Третьяковская галерея».
Одна из авторов концепции развития Пермской государственной художественной галереи (2014 г.), Музея Москвы (2015 г.), Ярославского государственного историко-художественного музея-заповедника (2015 г.), тренер и руководитель проектно-аналитических семинаров для музейных сотрудников.
- «Тело линии. Рисунки Сергея Эйзенштейна» (Фонд Даниэля Лангауа, Монреаль, Канада) (1999 г.)
- «Золотая карта России» (Государственная Третьяковская галерея) (2001—2004 гг.)
- «Звук и образ. Музыка в русском искусстве XI—XX века» (Государственная Третьяковская) (2002 г.)
- «Художники русского зарубежья. Марианна Веревкина» (Государственная Третьяковская галерея) (2010 гг.)
- «Горизонты. Пейзаж в русской и канадской живописи. 1860—1940» (Государственная Третьяковская галерея) (2002—2004 гг.)
- «Профиль Данте» (музей Анны Ахматовой в Фонтанном доме, Санкт-Петербург) (2013 г.)
- «Корпус гуманизма. Аппическая скульптура» (Пермская государственная художественна галерея) (2013 г.)
- «БлаговестNow» (Переславль-Залесский государственный музей-заповедник) (2014 г.)
- «20 000 000 лошадиных сил» (Музейно-выставочный цент «Рабочий и колхозница», Москва) (2015 г.)
- «TERRAFERMA Благовестнов» («Усадьба Муравьевых-Апостолов», Москва) (2015 г.)
- «Страсти по Андрею» (Музей русской иконы, Москва) (2016 г.)
- «Angélus» (церковь Madeleine, Париж) (2016 г.)
- «Выбор судьбы» (Российский центр науки и культуры, Париж) (2018 г.)
- участник проекта «Виртуальная выставка М. А. Врубеля» (2005Г.)
- руководитель проекта «Фрески Александра Иванова» (2006 г.)
- руководитель фестиваля «Музейный гид» (Центральный дом художника) (2013 г.)